# Diaxenes taylori
Diaxenes taylori is een keversoort uit de familie boktorren (Cerambycidae). De wetenschappelijke naam van de soort werd in 1884 gepubliceerd door Charles Owen Waterhouse.